# Sóc Trăng (stad)
Sóc Trăng is een stad in Vietnam, hoofdstad van de gelijknamige provincie. De stad heeft 173.922 inwoners.
Sóc Trăng ligt op 231 km ten zuiden van Ho Chi Minhstad.

## Geboren
- Philipp Rösler (1973), Duits politicus